# ヴィクトリーヌ・モリソー
ヴィクトリーヌ・モリソー（Victorine Morriseau、生没年不詳）は正式の教育を受けた最初の盲ろう者である。
彼女は1789年にパリで正規の教育を受けた。これは彼女のためにヨーロッパで初めて開発されたものである。